# Gare de Hōfu
La gare de Hōfu (防府駅, Hōfu-eki) est une gare ferroviaire de la ville de Hōfu, dans la préfecture de Yamaguchi au Japon. La gare est exploitée par la compagnie JR West.

## Situation ferroviaire
La gare de Hōfu est située au point kilométrique (PK) 441,4 de la ligne principale Sanyō.

## Historique
La gare a été inaugurée le 17 mars 1897 sous le nom de gare de Mitajiri. Elle prend son nom actuel en 1962.

## Service des voyageurs

### Accueil
La gare dispose d'un bâtiment voyageurs, avec guichets, ouvert tous les jours. Les voies sont surélevées.

### Desserte
- Ligne principale Sanyō :
  - voie 1 : direction Tokuyama et Iwakuni
  - voie 2 : direction Shin-Yamaguchi et Shimonoseki